# 14411 Clérambault
14411 Clérambault è un asteroide della fascia principale. Scoperto nel 1991, presenta un'orbita caratterizzata da un semiasse maggiore pari a 2,2754622 UA e da un'eccentricità di 0,1446057, inclinata di 4,61744° rispetto all'eclittica.